# 世羅インターチェンジ
世羅インターチェンジ（せらインターチェンジ）は、広島県世羅郡世羅町にある尾道自動車道のインターチェンジである。
仮称は、旧町名から採った「甲山インターチェンジ」（こうざんインターチェンジ）であった（旧・甲山町は、事業中の2004年10月1日に合併して世羅町となった）。

## 歴史
- 2010年（平成22年）11月27日：尾道JCT - 世羅IC間開通に伴い、供用開始[2][3]。
- 2015年（平成27年）3月22日：世羅IC - 吉舎IC間開通[2][4]。

## 周辺
- 道の駅世羅

## 接続する道路
- 直接接続
  - 国道432号 （甲山バイパス。広島県道25号と重複）

## 隣
E54 尾道自動車道
(1) 尾道北IC - (2) 世羅IC - (3) 甲奴IC